# Jack Gregory
John Arthur Gregory, detto Jack (Sea Mills, 22 giugno 1923 – Bristol, 15 dicembre 2003), è stato un velocista britannico.

## Palmarès
- Giochi olimpici

Londra 1948: argento nella staffetta 4×100 metri.